# 小行星7229
小行星7229（英語：7229 Tonimoore）是一颗围绕太阳公转的小行星。1985年9月12日，太空监视在基特峰发现了此天体。
这颗小行星的绝对星等为42.92123等。